# Czeremcha (stacja kolejowa)
Czeremcha – stacja kolejowa w Czeremsze, w województwie podlaskim, w Polsce. Stacja węzłowa i kolejowe przejście graniczne na Białoruś, posiada 3 perony osobowe (2 dwukrawędziowe i 1 jednokrawędziowy). W Czeremsze linia kolejowa Siedlce – Siemianówka zmienia liczbę torów z 2 na 1.

## Ruch pasażerski
| Rok  | Wymiana pasażerska na dobę |
| ---- | -------------------------- |
| 2017 | 200-299                    |
| 2022 | 300-499                    |

W 2020 roku spółka PKP SA oddała do użytku nowy dworzec kolejowy w Czeremsze wzniesiony w miejscu starego. Obiekt został wybudowany w formule Innowacyjnego Dworca Systemowego w ramach Programu Inwestycji Dworcowych. Nowy obiekt pomieścił poczekalnię, kasę biletową z obniżonym okienkiem, toalety oraz pomieszczenie dla osób z dziećmi.

## Historia

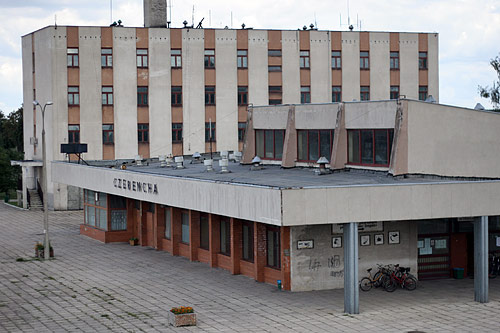
Nieistniejący budynek dworca z lat 80.

- 1907 – zakończenie budowy węzła kolejowego; zbudowane zostały: budynek dworca, parowozownia, budynek mieszkalny, wieża ciśnień oraz stacja pomp
- 1915 – wywiezienie dokumentacji węzła kolejowego w Czeremsze w głąb Rosji prawdopodobnie przez ustępującą administrację
- 1915…1918/19 – zarząd wojsk niemieckich
- 1919 – przyjazd do pracy kolejarzy z dyrekcji w Wilnie
- 2 września 1939 – zbombardowanie węzła kolejowego w Czeremsze przez lotnictwo niemieckie
- noc z 5 na 6 maja 1944 – poważne zniszczenie czeremskiej parowozowni przez partyzantów z Brzeskiego Ugrupowania Partyzantów
- pospieszny remont parowozowni przez okupantów nie został ukończony
- lipiec 1944 – demontaż różnych urządzeń z całego węzła i wywiezienie ich w głąb Rzeszy
- 19 lipca 1944 – zaminowanie parowozowni, rampy i pozostałych urządzeń kolejowych przez specjalne Brandkomando
- 28 lipca 1944 – wysadzenie całego węzła przez wycofującego się w kierunku Stacji Nurzec okupanta; po wkroczeniu Armii Czerwonej rozpoczęto odbudowę węzła
- 15 sierpnia 1945 – przekazanie węzła kolejowego przez władze radzieckie władzom polskim
- 6 grudnia 1948 – wyjazd pierwszego w historii komunikacji województwa białostockiego pociągu spalinowego na trasę Czeremcha – Hajnówka
- od zakończenia wojny do 1954 roku – ruch tranzytowy pociągów przez stację kolejową w Czeremsze odbywa się bez udziału pracowników kolejowych węzła
- 1968…1978 – rozbudowa lokomotywowni, stopniowa rezygnacja z trakcji parowej na rzecz spalinowej
- 28 czerwca 1986 – rozpoczęcie budowy nowego budynku dworca PKP
- 4 października 1989 – oddanie do użytku nowego budynku dworca, o czym przypomina data na podłodze holu
- od połowy 1997 – likwidacja Zakładu Taboru Kolejowego w Czeremsze z powodu restrukturyzacji kolei; pozostały jedynie sekcje zajmujące się naprawą lokomotyw i wagonów[5]
- wiosna 2010 – przeniesienie kas biletowych z budynku dworca do budynku po aptece po drugiej stronie ulicy Kolejowej wskutek sporu między zarządcą dworca (spółką PKP), a przewoźnikiem prowadzącym kasy (Przewozy Regionalne); później zostało przeniesione też całe zaplecze socjalne spółki. Obecnie kasy biletowe ponownie znajdują się w budynku dworca,
- 9 listopada 2018 – PKP podpisały z konsorcjum firm MERX i T4B umowę na budowę nowego dworca[6].
- 16 stycznia 2020 – otwarcie nowego dworca[7]